# Nicolas Mosar
Nicolas Mosar (Ciutat de Luxemburg, 1927 - Ciutat de Luxemburg, 2006) fou un polític, jurista i diplomàtic luxemburguès, membre de la Comissió Delors I entre 1985 i 1989.
Va néixer el 25 de novembre de 1927 a la ciutat de Luxemburg, on va morir el 6 de gener de l'any 2006. Membre del Partit Popular Social Cristià (CSV) l'any 1959 fou escollit membre del consell municipal de la ciutat de Luxemburg, càrrec que va ocupar ininterrompudament fins al 1984. L'any 1969 fou escollit diputat a la Cambra dels Diputats, i, exceptuant els anys 1974-1976, va ocupar un escó fins al 1984. Així mateix entre 1972 i 1974 fou president del seu partit. L'any 1985 fou nomenat membre de la Comissió Delors I, sent nomenat Comissari Europeu d'Energia. El 1989 abandonà la Comissió Europea per esdevenir ambaixador a Itàlia, càrrec que ocupà fins al 1992.